# Peter Behl
Peter Behl (* 12. Februar 1966 in Mömbris) ist ein ehemaliger deutscher Ringer. Er ist Olympia-, Weltmeisterschafts- und Europameisterschaftsteilnehmer und fünffacher deutscher Meister im griechisch-römischen Stil im Bantamgewicht bzw. Federgewicht.

## Werdegang
Peter Behl stammt aus einer Mömbriser Ringerfamilie. Sein Vater Arnold Behl war selbst aktiver Ringer und 1978 Mitbegründer der RWG Mömbris-Königshofen, dem Verein, dem auch Peter Behl angehört. Die RWG Mömbris-Königshofen gehört zwar dem hessischen Ringer-Verband an, Mömbris und Königshofen liegen aber in Bayern.
Im Nachwuchsbereich startete Peter Behl, damals noch für den SV Königshofen erstmals bei einer deutschen Meisterschaft. Er belegte dabei in der Gewichtsklasse bis 27 kg Körpergewicht den 5. Platz. Ab 1978 dann für die RWG Mömbris-Königshofen startend, gewann er bis 1984 insgesamt sieben deutsche Meistertitel in den Altersgruppen Jugend A und Junioren. 1983 nahm er bei den Senioren im Halbfliegengewicht erstmals an einer deutschen Meisterschaft teil und belegte hinter Markus Scherer vom VfK Schifferstadt den 2. Platz. 1985 wurde er im Bantamgewicht erstmals deutscher Meister. In dieser Gewichtsklasse gewann er den deutschen Meistertitel auch 1986 und 1987. 1993 und 1995 wurde Peter Behl deutscher Meister im Federgewicht. Herausragend waren dabei seine Duelle, die er sich bei den deutschen Meisterschaften mit seinem langjährigen Trainingspartner Rifat Yildiz lieferte.
Sein Debüt auf der internationalen Ringermatte gab Peter Behl 1983 bei der Junioren-Weltmeisterschaft (Juniors) in Oak Lawn in den Vereinigten Staaten. Im Fliegengewicht belegte er dabei einen hervorragenden 2. Platz hinter Eduard Awakjan aus der Sowjetunion. Bei der Junioren-Weltmeisterschaft (Espoirs) 1985 in Colorado Springs verpasste er im Bantamgewicht mit einem 4. Platz knapp die Medaillenränge. Mit einem 2. Platz gewann er dann bei der Junioren-Europameisterschaft (Espoirs) 1986 in Malmö im Bantamgewicht wieder eine Medaille. 
Im April 1986 gab Peter Behl bei der Europameisterschaft in Piräus sein Debüt bei einer internationalen Meisterschaft der Senioren. Im Bantamgewicht verlor er nach guten Leistungen gegen Keijo Pehkonen aus Finnland und gegen Mieczyslaw Tracz aus Polen jeweils knapp nach Punkten und erreichte den 10. Platz. Bei der Europameisterschaft 1988 im norwegischen Kolbotn startete er im Federgewicht. Er besiegte dort Carlos Fernandez aus Spanien, Karl Tusch aus Österreich und Hüseyin Demirtas aus der Türkei. Dann verlor er gegen Jenő Bódi aus Ungarn und gegen Aristidis Arutik Rubenjan aus der Sowjetunion und belegte den 4. Platz. Auch bei den Olympischen Spielen 1988 in Seoul kämpfte Peter Behl im Federgewicht. Er siegte dort zunächst über Carlos Fernandez, verlor dann gegen Hugo Dietsche aus der Schweiz, besiegte Zeki Şahin aus der Türkei, verlor gegen Jenő Bódi und schlug im Kampf um den 5. Platz Ike Andersson aus den Vereinigten Staaten. 
1989 ging er nochmals bei Weltmeisterschaften an den Start. Im schweizerischen Martigny besiegte er dabei im Federgewicht den Chinesen Guohong, verlor gegen Hur Byung-ho aus Südkorea, siegte über Nentakow aus Bulgarien und Lee Anthony aus den Vereinigten Staaten und verlor gegen Mario Büttner aus der DDR und Jenő Bódi. Er kam damit auf den 6. Platz.
In der deutschen Bundesliga bestritt Behl 298 Kämpfe für die RWG Mömbris-Königshofen und führte diesen Verein zu drei deutschen Vize-Mannschaftsmeistertiteln.
Peter Behl wurde in seiner langen Ringerlaufbahn immer wieder von schweren Verletzungen heimgesucht. Es ist bewundernswert, wie er sich trotzdem immer wieder motivierte, trainierte und wieder an den Start ging. Um sich ein Bild davon machen zu können, wie belastend Ringen für Muskel, Knochen, Sehnen und Bänder eines Athleten sind, sind hier die Verletzungen dargestellt, die Peter Behl während seiner Karriere erlitt: 1987 Meniskusoperation, 1989 weitere Knieoperation und langwierige Armverletzung, 1990 Kreuzbandabriß und Innenbandabriß am anderen Knie, 1991 Bandscheibenvorfall, 1992 Latissimus-Bruchabriß an der linken Schulter.
Nach dem Ende seiner Laufbahn ist Peter Behl als Trainer im Hessischen Ringer-Verband und bei seinem Heimatverein RWG Mömbris-Königshofen tätig. Er betreibt in Mömbris ein Fitness-Studio und ist auch in der Kommunalpolitik tätig.

## Internationale Erfolge
| Jahr | Platz | Wettbewerb                                | Gewichtsklasse | Ergebnisse |
| 1983 | 2.    | Junioren-WM (Juniors) in Oak Lawn/USA     | Fliegen        | hinter Eduard Awakjan, Sowjetunion, vor Kim Jin-won, Südkorea und Moustafa Ramadan, Ägypten |
| 1984 | 6.    | Junioren-EM (Espoirs) in Fredrikshavn     | Fliegen        | Sieger: Christo Dimow, Bulgarien vor Cornel Chirita, Rumänien |
| 1985 | 4.    | Junioren-WM (Espoirs) in Colorado Springs | Bantam         | hinter Aristidis Arutik Rubanjan, Sowjetunion, Nicolae Nitoiu, Rumänien und Amadories Gonzales, Kuba                                                                                              |
| 1986 | 10.   | EM in Piräus                              | Bantam         | nach Niederlagen gegen Keijo Pehkonen, Finnland und Mieczyslaw Tracz, Polen |
| 1986 | 2.    | Junioren-EM (Espoirs) in Malmö            | Bantam         | hinter Bela Reno, Jugoslawien, vor Nik Jakjajew, Sowjetunion und Maik Bitterling, DDR |
| 1988 | 4.    | EM in Kolbotn                             | Feder          | nach Siegen über Carlos Fernández, Spanien, Karl Tusch, Österreich und Hüseyin Demirtas, Türkei und Niederlagen gegen Jenő Bódi, Ungarn und Aristidis Arutik Rubenjan                             |
| 1988 | 5.    | Großer Preis von Deutschland in Neuss     | Bantam         | hinter Rifat Yildiz, Deutschland, András Sike, Ungarn, Agassi Manukjan, Sowjetunion und Benny Ljungbäck, Schweden                                                                                 |
| 1988 | 5.    | OS in Seoul                               | Feder          | nach einem Sieg über Carlos Fernández, einer Niederlage gegen Hugo Dietsche, Schweiz, einem Sieg über Zeki Şahin, Türkei, einer Niederlage gegen Jenő Bódi und einem Sieg über Ike Andersson, USA |
| 1988 | 4.    | FILA-Grand-Prix-Gala                      | Feder          | hinder Komandar Madschidow, Sowjetunion, Gilles Jalabert, Frankreich und Jenő Bódi |
| 1989 | 11.   | Großer Preis von Deutschland in Bonn      | Feder          | nach Niederlagen gegen Constantin Uta, Rumänien und Komandar Madschidow |
| 1989 | 7.    | EM in Oulu                                | Feder          | nach Niederlagen gegen Joszef Szuromi, Ungarn und Nentscho Nentschew, Bulgarien und einem Sieg über Bernardo Martinez, Spanien                                                                    |
| 1989 | 6.    | WM in Martigny                            | Feder          | nach einem Sieg über Guohong, China, einer Niederlage gegen Hur Byung-ho, Südkorea, Siegen über Nentakow, Bulgarien und Lee Anthony, USA und Niederlagen gegen Mario Büttner, DDR und Jenő Bódi   |
| 1992 | 11.   | Großer Preis von Deutschland in Kelheim   | Feder          | Sieger: Akif Mehmet Pirim, Türkei vor Constantin Dodila, Rumänien und Stanislaw Grigorjew, Bulgarien                                                                                              |
| 1993 | 4.    | Großer Preis von Deutschland in Koblenz   | Feder          | hinter Sergej Martinow, Russland, Wlodzimierz Zawadzki, Polen und Jenő Bódi |
| 1993 | 4.    | Baltic-Sea-Games in Tallinn               | Feder          | hinter Zafar Jakuschew, Russland, Rimigius Gustas, Litauen und Usama Aziz, Schweden |

## Deutsche Meisterschaften
| Jahr | Platz | Gewichtsklasse | Ergebnisse                                                                              |
| 1983 | 2.    | Halbfliegen    | hinter Markus Scherer, VfK Schifferstadt, vor Andreas Heugabel, RWG Mömbris-Königshofen |
| 1984 | 3.    | Fliegen        | hinter Markus Scherer und Jürgen Kleer, KSV Köllerbach                                  |
| 1985 | 1.    | Bantam         | vor Antonio Jannaccone, KSV Aalen und Stefan Kurz, KSV Köllerbach                       |
| 1986 | 1.    | Bantam         | vor Dietmar Späth, ASV Lahr-Kuhbach und Jürgen Lutterer, SV Freiburg-Haslach            |
| 1987 | 1.    | Bantam         | vor Dietmar Späth und Rifat Yildiz, SV Einigkeit 03 Aschaffenburg-Damm                  |
| 1988 | 2.    | Bantam         | hinter Rifat Yildiz, vor Martin Pohl, ASV Schwalbach                                    |
| 1989 | 2.    | Feder          | hinter Piotr Michalik, ASV Reilingen und Josef Raczek, ASV Pirmasens                    |
| 1993 | 1.    | Feder          | vor Torsten Schlonske, ASK Frankfurt/Oder und Rifat Yildiz                              |
| 1994 | 2.    | Feder          | hinter Rifat Yildiz, vor Artur Alexanian, VfK Schifferstadt                             |
| 1995 | 1.    | Feder          | vor Rifat Yildiz, AC Goldbach und Artur Alexanian                                       |

Erläuterungen
- alle Wettkämpfe im griechisch-römischen Stil
- OS = Olympische Spiele, WM = Weltmeisterschaft, EM = Europameisterschaft
- Halbfliegengewicht bis 48 kg, Fliegengewicht bis 52 kg, Bantamgewicht bis 57 kg, Federgewicht bis 62 kg Körpergewicht